# Cecylia Roszak
Pour les articles homonymes, voir Roszak.
Maria Roszak, plus connue sous le nom de sœur Cecylia, née le 25 mars 1908 à Kiełczewo (Empire allemand) et morte le 16 novembre 2018 à Cracovie (Pologne), est une sœur dominicaine, résistante et supercentenaire polonaise. Notamment connue comme l'une des religieuses les plus âgées au monde, elle est décédée à l'âge de 110 ans.
Elle a été reconnue « Juste parmi les nations » en 2009, par l'institut Yad Vashem, pour avoir sauvé des juifs durant la Seconde Guerre mondiale.

## Biographie
Maria Roszak entre au couvent de Na Grodku de Cracovie en 1929, à l’âge de 21 ans où elle travaille jusqu'en 1938, année où elle rejoint un groupe de sœurs qui décident de fonder un nouveau monastère à Vilnius, mais leurs efforts sont contrariés par la Seconde Guerre mondiale. Pendant leur séjour à Vilnius, les sœurs ont notamment dissimulé 17 membres de la résistance juive, dont l'un de ses leaders, Abba Kovner.
Après la guerre, ils sont rentrés à Cracovie, où sœur Cecylia a exercé diverses fonctions.
Supercentenaire, elle est la doyenne de Pologne et l'une des plus vieilles religieuses du monde.